# Ragnar Wetterblad

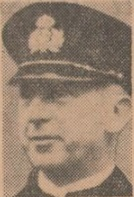
Wetterblad som kommendör

Ragnar Victor Wetterblad, född 23 maj 1894 i Vadstena, Östergötlands län, död 18 augusti 1988 i Hyltinge församling, Södermanlands län
, var en svensk sjöofficer (konteramiral).

## Biografi
Wetterblad avlade studentexamen i Linköping 1912 och officersexamen 1915. Wetterblad genomgick Kungliga Sjökrigshögskolans stabskurs 1922-1923 och gick navigationslärarkurs 1927-1928. Han blev fänrik i flottan 1915, löjtnant 1917, kapten 1928, kommendörkapten av andra graden 1938, första graden 1941, kommendör 1943, konteramiral 1953 och försattes i reserven 1954. Han tjänstgjorde i marinstaben 1924-1925, 1929-1934, 1940-1943, 1945-1947 och 1950-1954 samt var chef för dess organisationsavdelning 1940-1943. Wetterblad var chef för Karlskrona örlogsstation 1947, chef marinstaben 1950-1953 och tjänstgjorde i försvarsdepartementet 1925-1928 samt 1935-1938. Han var kadettofficer och lärare vid Kungliga Sjökrigsskolan 1928-1929, lärare 1931-1939 och sjömilitärisk ledamot av 1941 års försvarsutredning. Han blev ledamot av Krigsvetenskapsakademien 
1942 och hedersledamot av Kungliga Örlogsmannasällskapet 1953. Wetterblad var även skribent i sjömilitär- och sjöhistoriska artiklar i dags- och fackpress. 
Wetterblad var ägare av jordbrukshemmet Mörksund från 1943 och var bosatt där från 1954. Han var son till bokhandlare Victor Jansson och Olivia Larsson. Han  gifte sig 1920 med Elsa Herlitz (född 1895), dotter till grosshandlare Erland Herlitz och Hulda Larsson. Han är far till Brita (född 1922), Bo (född 1926) och Kerstin (född 1928).

## Utmärkelser
- Kommendör av första klass av Svärdsorden, 6 juni 1950.[3]
- Kommendör av Svärdsorden.[2]
- Riddare av Nordstjärneorden.[2]
- Riddare av Vasaorden.[2]
- Riddare av Belgiska Leopold II:s orden.[2]
- Kommendör av Danska Dannebrogsorden.[2]
- Riddare av Franska Hederslegionen.[2]
- Riddare av Grekiska Georg I:s orden.[2]